# Ein Hauch von Himmel
Ein Hauch von Himmel (Originaltitel Touched by an Angel) ist eine US-amerikanische Fernsehserie, die in neun Staffeln in der Zeit zwischen 1994 und 2003 produziert wurde. Insgesamt entstanden 212 Episoden.

## Handlung
Monica, Tess und Andrew sind Engel, die von Gott auf die Erde gesandt wurden, um Menschen in Schwierigkeiten und Nöten beizustehen.
Ihr Weg führt sie durch alle US-Bundesstaaten, und es kommt zu Begegnungen mit den unterschiedlichsten Persönlichkeiten. Das Ziel der Engel ist jedoch klar: den Menschen von Gottes Liebe zu berichten.

## Hintergrund
Die Fernsehserie, von John Masius kreiert, war in den USA ein großer Erfolg. Elf Emmy-Nominierungen und drei Golden-Globe-Nominierungen, um nur einige Filmpreise zu nennen, waren das Ergebnis der langjährigen Dreharbeiten.

## Ableger
Auf ihren Reisen lernen die Engel auch die Familie Greene kennen, deren Familienvater Russell Greene (Gerald McRaney) ist. Die Greenes tauchen in einigen Episoden der Serie auf. Drehbuchautorin Martha Williamson beschloss, eine eigenständige Serie zu produzieren. Ab 1996 wurde Ein Wink des Himmels produziert. So bildet die 36. Episode Ein neuer Anfang aus Staffel drei gleichzeitig die Pilotepisode von Ein Wink des Himmels.

## Sonstiges
- John Masius’ Originaldrehbuch war viel düsterer, als es in der Serie schließlich gezeigt wurde. Darin war Tess ein kettenrauchender Engel, der Monica des Öfteren an die Kehle ging.
- Erste Plakate der Filmkomödie Dogma enthielten den Slogan Get ‘touched’ by an Angel. CBS klagte gegen diesen Bezug zum Originaltitel der Serie.

## Synchronisation
| Rolle  | Schauspieler       | Synchronsprecher (Staffel 1–7) | Synchronsprecher (Staffel 8–9) |
| ------ | ------------------ | ------------------------------ | ------------------------------ |
| Monica | Roma Downey        | Marion Sawatzki                | Meike Finck                    |
| Tess   | Della Reese        | Karin Kernke                   | Daniela Strietzel              |
| Andrew | John Dye           | Pierre Peters-Arnolds          | Marco Wittorf                  |
| Gloria | Valerie Bertinelli | Christine Stichler             | Mareile Moeller                |

## Gaststars
- Muhammad Ali
- Maya Angelou
- Joan Van Ark
- Scott Bairstow
- Daniel Baldwin
- Ed Begley, Jr.
- Jack Black
- Ernest Borgnine
- Bruce Boxleitner
- Carol Burnett
- Delta Burke
- Kirk Cameron
- Gabrielle Carteris
- Diahann Carroll
- Carol Channing
- Charlotte Church
- Natalie Cole
- Bill Cosby (der Engel der Harmonie)
- Céline Dion
- Kevin Dobson
- Kirk Douglas
- Patrick Duffy
- Olympia Dukakis
- Patty Duke
- Charles Durning
- Kirsten Dunst
- Morgan Fairchild
- Estelle Getty
- Melissa Gilbert
- Erica Gimpel
- Neil Patrick Harris
- Gregory Harrison
- Alyson Hannigan
- Malcolm-Jamal Warner
- Melissa Joan Hart
- Faith Hill
- Naomi Judd
- Wynonna Judd
- Stacy Keach
- John de Lancie
- Angela Lansbury
- Piper Laurie
- Cloris Leachman (als Ruth, ein Engel)
- Tara Lipinski
- Jonathan Lipnicki
- Hudson Leick (als Celeste, ein Engel in Staffel drei)
- James Marsden (als Jimmy Marsden)
- Rue McClanahan
- Paul McCrane
- Gerald McRaney (als Russell Greene)
- Keb’ Mo’ (als Issac, der Engel der Musik)
- Rita Moreno
- Jennifer Morrison
- Die Boyband *NSYNC
- Edward James Olmos
- Emily Osment
- Rosa Parks
- Robert Pastorelli
- Mandy Patinkin (als Satan)
- Austin Pendleton
- Zachary Quinto
- Phylicia Rashad
- John Ritter
- Doris Roberts
- Eric Roberts
- Kenny Rogers (als Denny)
- Marion Ross
- Olesya Rulin
- David Selby (als Abraham Lincoln)
- Charlie Schlatter
- John Schneider
- Dwight Schultz
- Ivan Sergei
- Ted Shackelford
- Charles Shaughnessy
- David Ogden Stiers (als Satan)
- Jerry Stiller
- Randy Travis
- Concetta Tomei
- Brenda Vaccaro (als Al, ein Engel in Staffel zwei)
- Luther Vandross
- Jessica Walter
- Mare Winningham
- Evan Rachel Wood
- CeCe Winans
- Jade Villalon
- Stephanie Zimbalist